# Rusellae

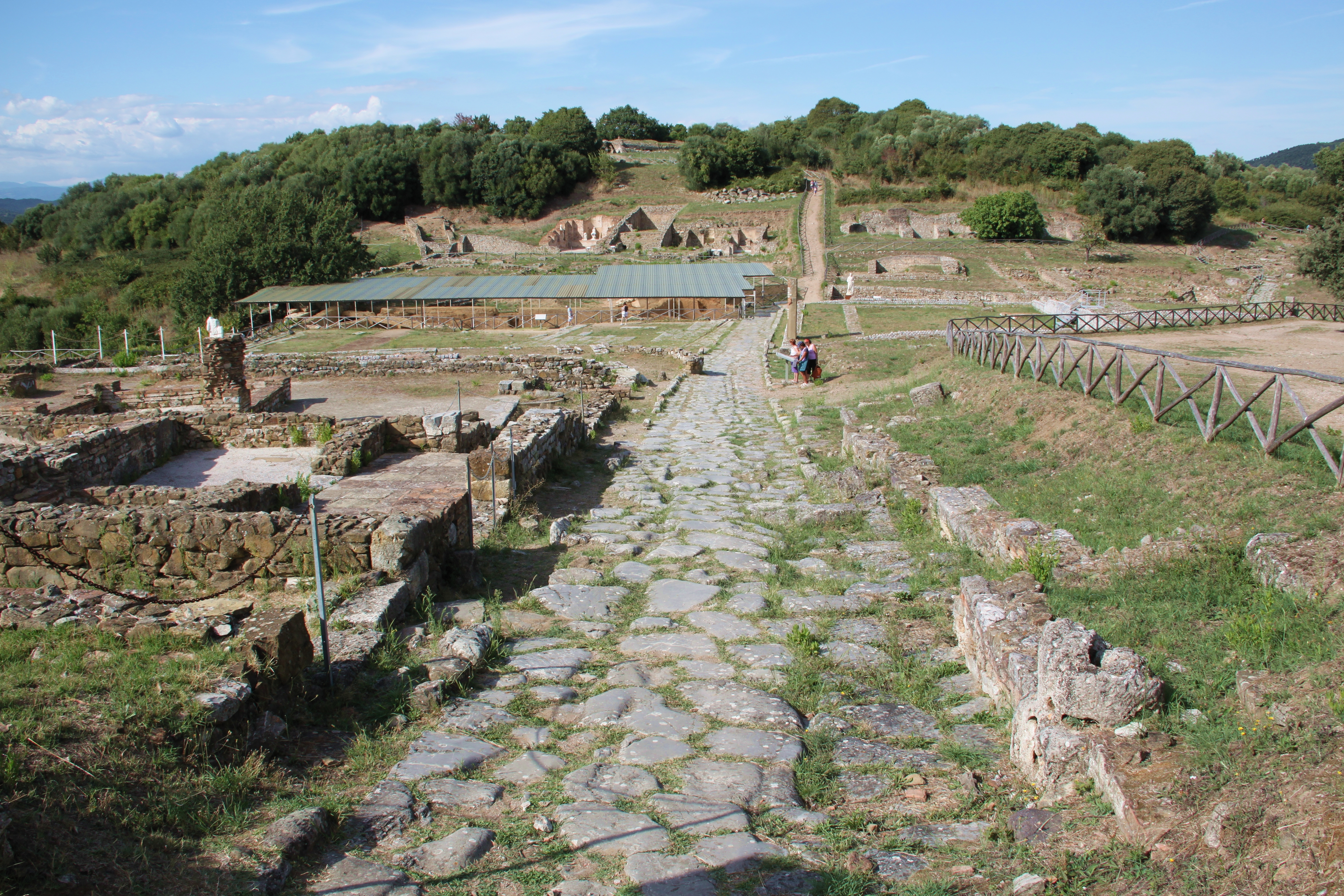
Ruiny dawnego miasta Rusellae

Rusellae (łac. Rusellensis, wł. Roselle) – stolica historycznej diecezji w Italii erygowanej w IV wieku, a skasowanej w roku 1138.
Współczesne Rusellae to wioska Roselle w Prowincji Grosseto we Włoszech. Obecnie katolickie biskupstwo tytularne ustanowione w 1966 przez papieża Pawła VI.

## Biskupi tytularni
| Lp. | Biskup                 | Funkcja                                         | Od                   | Do              |
| --- | ---------------------- | ----------------------------------------------- | -------------------- | --------------- |
| 1   | Lorenzo Antonetti      | nuncjusz apostolski urzędnik Kurii Rzymskiej    | 23 lutego 1968       | 21 lutego 1998  |
| 2   | Marcello Zago          | sekretarz Kongregacji ds. Ewangelizacji Narodów | 28 marca 1998        | 1 marca 2001    |
| 3   | Giovanni Angelo Becciu | nuncjusz apostolski urzędnik Kurii Rzymskiej    | 15 października 2001 | 28 czerwca 2018 |
| 4   | Christophe El-Kassis   | nuncjusz apostolski                             | 24 listopada 2018    |                 |